# مراح السلب (قفل شمر)

تعديل مصدري - تعديل

مراح السلب هي إحدى قرى عزلة المخلاف بمديرية قفل شمر التابعة لمحافظة حجة، بلغ تعداد سكانها 110 نسمة حسب تعداد اليمن لعام 2004.